# 韦尔德 (卢瓦-谢尔省)
韦尔德（法語：Verdes，發音：[vɛʁd]）是法国卢瓦-谢尔省布卢瓦区曾经的一个市镇。2016年1月1日，韦尔德与临近的6个市镇合并为新市镇博斯拉罗迈讷，并成为了博斯拉罗迈讷的委派市镇。

## 地理
韦尔德（47°57'29"N, 1°25'45"E）面积28.59 平方千米，位于法国中央-卢瓦尔河谷大区卢瓦-谢尔省，该省份为法国中北部省份，北起厄尔-卢瓦省，东北接卢瓦雷省，东南接谢尔省，南至安德尔省，西南接安德尔-卢瓦尔省，西北接萨尔特省。
与韦尔德接壤的市镇（或旧市镇、城区）包括：沙赖、勒梅、比纳、芒布罗勒、乌祖埃勒杜瓦延、瑟梅维尔、特里普勒维尔。
韦尔德的时区为UTC+01:00、UTC+02:00（夏令时）。

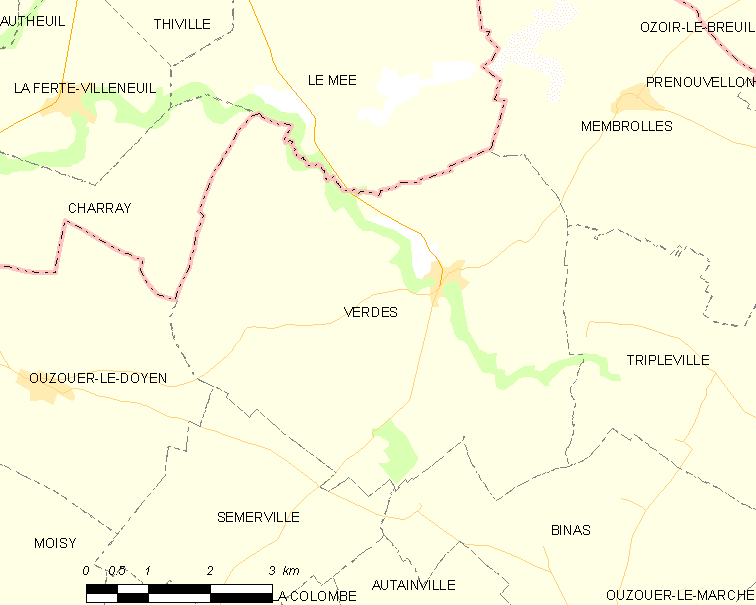
韦尔德的OSM定位图

## 行政
韦尔德的邮政编码为41240，INSEE市镇编码为41270。

## 政治
韦尔德所属的省级选区为拉博斯县。

## 人口

1962-2008年间韦尔德人口变化图示

韦尔德于2018年1月1日时的人口数量为436人。